# 오카베정 (시즈오카현)
오카베정(岡部町)은 시즈오카현 시다군에 설치되었던 정이다.